# Flensburger Wappen
Das Flensburger Wappen ist ein jahrhundertealtes Stadtwappen beziehungsweise Symbol der Stadt Flensburg. Das seit dem 14. Jahrhundert belegte Abzeichen besteht aus einem roten Burgturm an dem Wasser vorbeifließt, den Schleswigschen Löwen für das Herzogtum Schleswig sowie dem später hinzugefügten Nesselblatt für das Herzogtum Holstein. Das Wappen ist heute zudem das bestimmende Element der Stadtflagge Flensburgs.

## Ursprung des Wappens
Es wird davon ausgegangen, dass es sich beim Turm um eine Turmburg (oder Motte) handelt, welche der Stadt möglicherweise sogar ihren Namen gab. Eine erste Flensburger Burg soll beim Dammhofareal gestanden haben. Die heutige Stadtgeschichte geht davon aus, dass der sechseckige oder achteckige Turm des Stadtwappens an der Stelle stand, wo zu Zeiten der Flensburger Stadtbefestigung der Flake-Turm stand, also direkt am Flensburger Hafen, am Ende der Neuen Straße, wo zudem der Fluss Glimbek vom Abhang kommend in die Förde herabfloss. Im besagten Turm, der einen Durchmesser von 10 Metern gehabt haben soll, könnte der Stadtvogt, der Vertreter des dänischen Königs gelebt haben (vgl. Flensburger Stadtbefestigung#Burganlagen).
Auf dem Flensburger Stadtsiegel von 1386 ist erstmals das Wappen Flensburg zu erkennen. Das Flensburger Wappen ist somit älteren Ursprungs als das Lübecker Wappen. Der auf dem Siegel abgebildete fenster- und torlose Turm zeigt im unteren Bereich möglicherweise eine Bezinnung, die von der heutigen Form etwas abweicht. Ansonsten entspricht es schon weitgehend dem heutigen Wappen. Die Umschrift des Siegels lautet „SECRET[UM] CIVITATIS FLE[N]SBURG[E]NS[IS]“.
Das Nesselblatt wurde 1480, oder erst 1495, dem Flensburgwappen hinzugefügt, als unter den Grafen von Schauenburg und Holstein Schleswig mit Holstein vereinigt wurde. Es fand seinen Platz im Wappenhaupt. Das Wappen Schleswig-Holsteins, das die Schleswiger Löwen mit dem holsteinischen Nesselblatt vereinigte, war schon im Jahr 1395 entstanden.

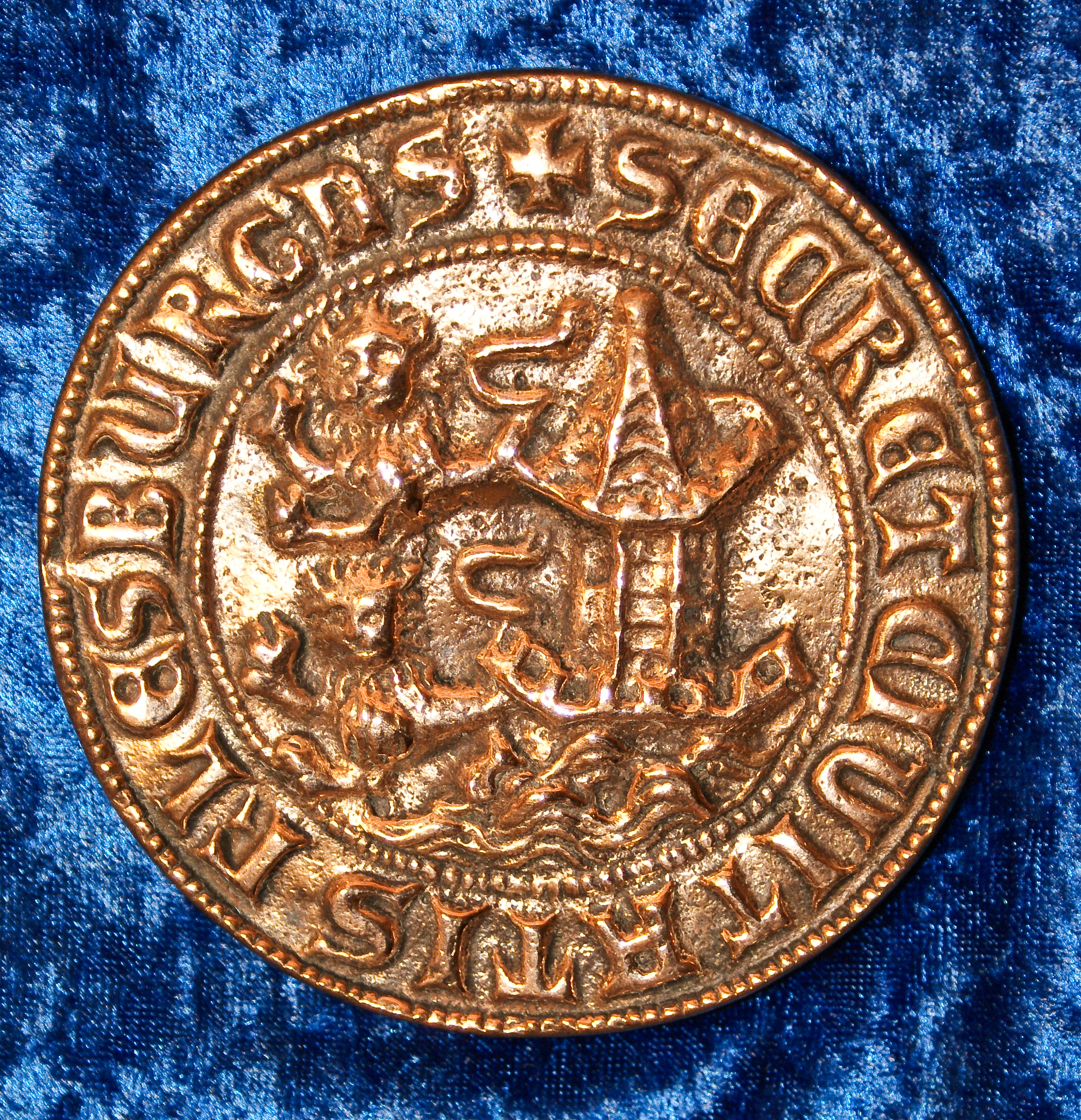
Die älteste Darstellung des Flensburgwappens auf dem Stadtsiegel von 1386
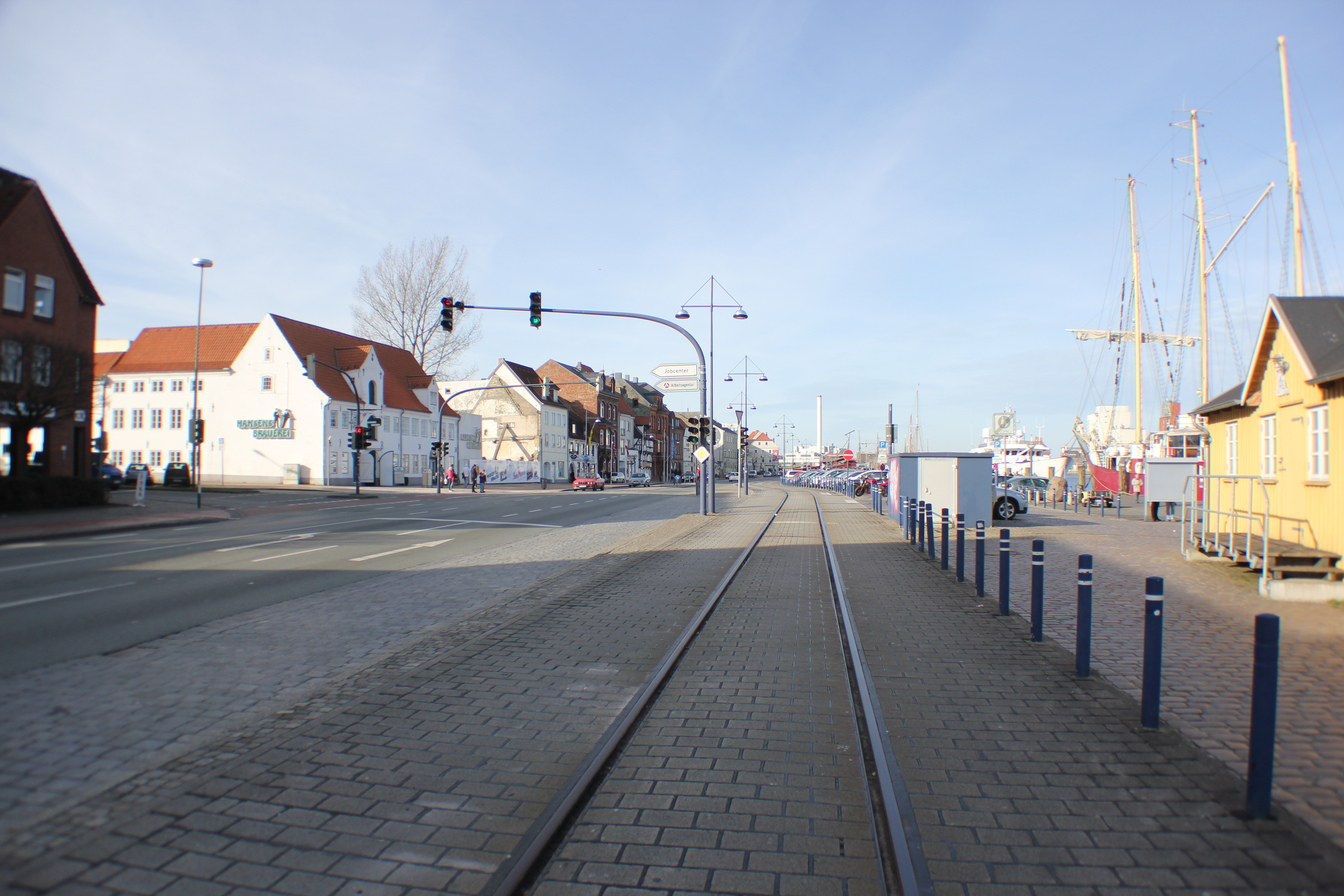
Ungefähre Position, wo der Flake-Turm (flache Turm) stand
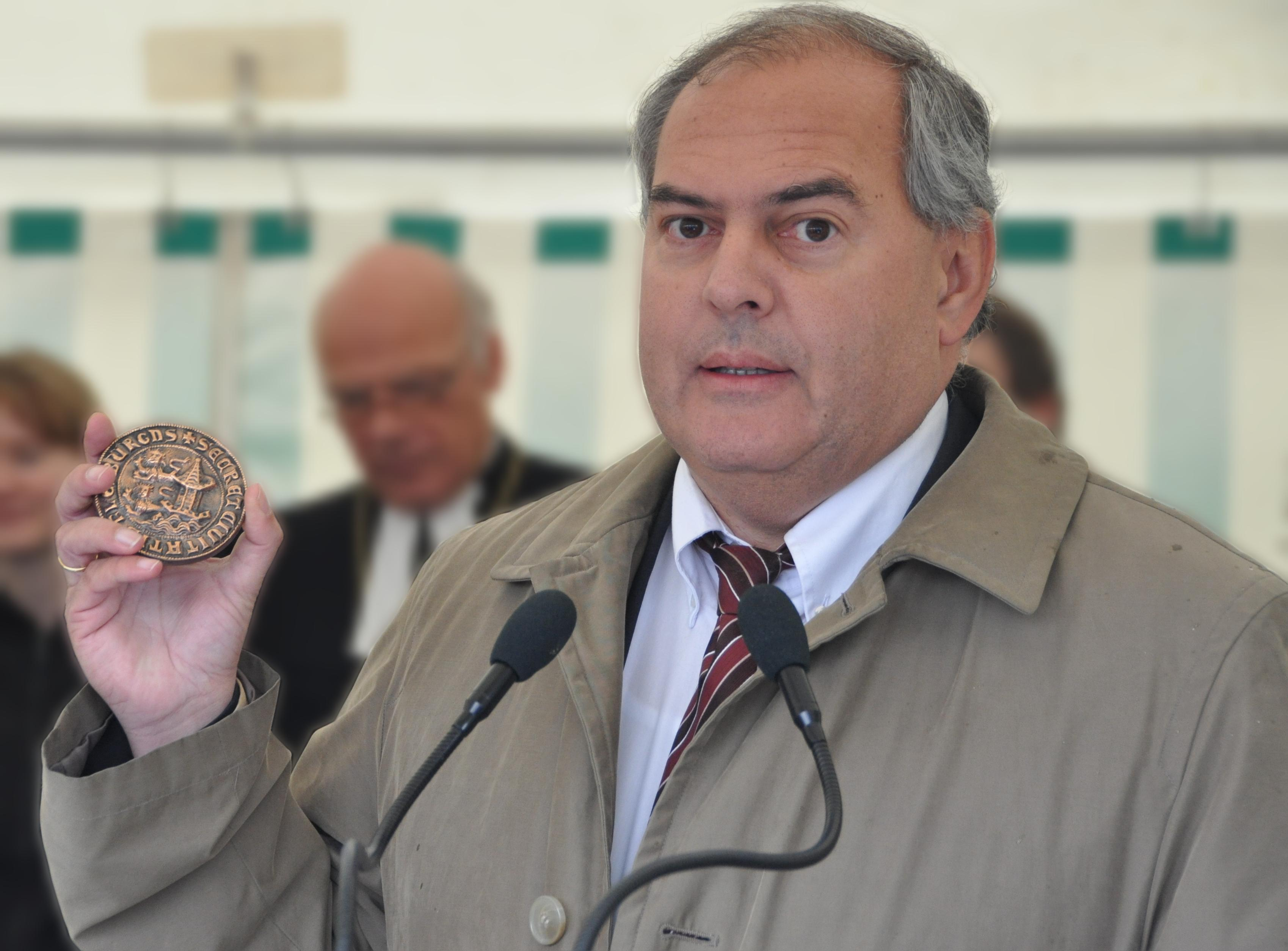
Ex-Oberbürgermeister Klaus Tscheuschner bei einer Grundsteinlegung auf dem Campus mit dem alten Stadtsiegel in der Hand (2009)
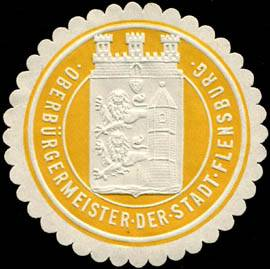
Siegelmarke des Oberbürgermeisters der Stadt Flensburg um 1920

## Deutung
Jenseits des geschichtlichen Hintergrundes werden die Wappenelemente wie folgt gedeutet: Die beiden blauen leopardierten Löwen stehen für „Kraft und Stärke“. Diese Schleswigsche Löwen, entstammen dem Wappen des Herzogtums Schleswig. Das silberne, weiß dargestellte Nesselblatt (Brennnesselblatt) entstammt dem Wappen des Herzogtum Holstein. Gleichzeitig sind die Löwen und das Nesselblatt Bestandteile des Wappens Schleswig-Holsteins. Der rote Turm mit dem blauen Dach verdeutlicht, dass Flensburg eine sichere Stadt ist. Das fließende Wasser verweist auf die Lage Flensburgs an der Flensburger Förde (vgl. auch mit dem Sagenhintergrund der Sage vom Grönen Keel und dem schwarzen Schwein hinsichtlich des Wasserreichtums der Stadt). Auf dem blauen „Fördewasser“ befinden sich weiße Schaumkronen. Blau-gelb sind die Farben, die das Wappen beherrschen – sie gelten als Stadtfarben. Ihr Farbton entspricht ungefähr dem der schleswigschen Farben.

## Abweichungen
Im Laufe der Zeit geriet die Grundform des Wappens offenbar immer mehr in Vergessenheit. So finden sich an vielen alten Flensburger Gebäuden Wappenvariationen, die erheblich von der ursprünglichen Gestalt abweichen. Wappen aus dem 18. Jahrhundert zeigen eine Art Anbau an den Turm. Diese Variante zeigt schon eher eine entfernte Ähnlichkeit zur ehemaligen Duburg als zur ursprünglichen Gestalt; siehe insbesondere das Wappen an der St. Knudsborg von 1844. Der besagte Turmanbau sollte erst nach einer offiziellen Normierung im 20. Jahrhundert nach und nach verschwinden. — Weitere Variationen waren beispielsweise: „nicht“ leopardierte Löwen, Löwen, die in die falsche Richtung springen sowie die Verlegung des Nesselblattes in die Türöffnung.

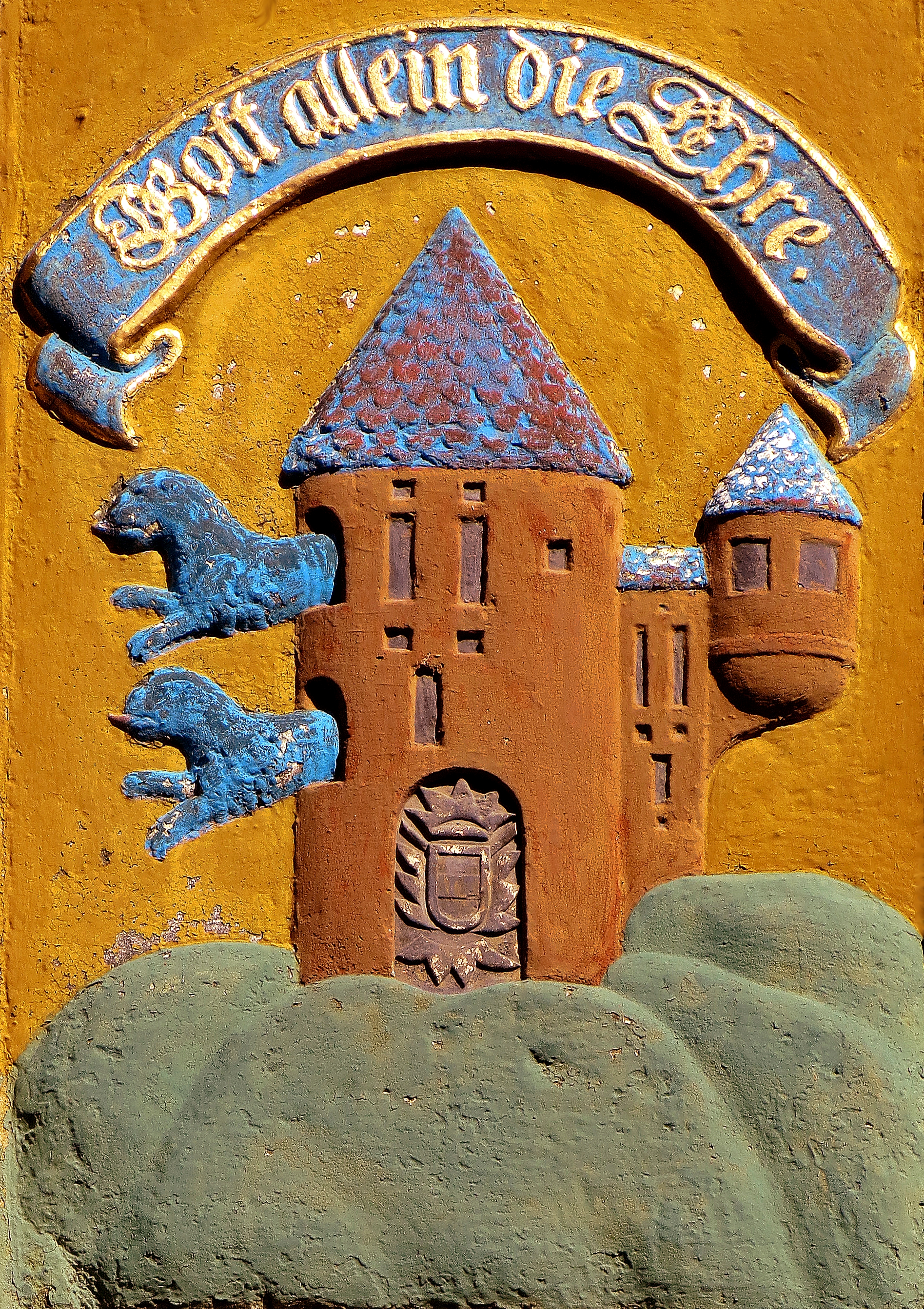
Flensburgwappen vom ehemaligen Waisenhaus von 1724/25, heute: Flensborghus
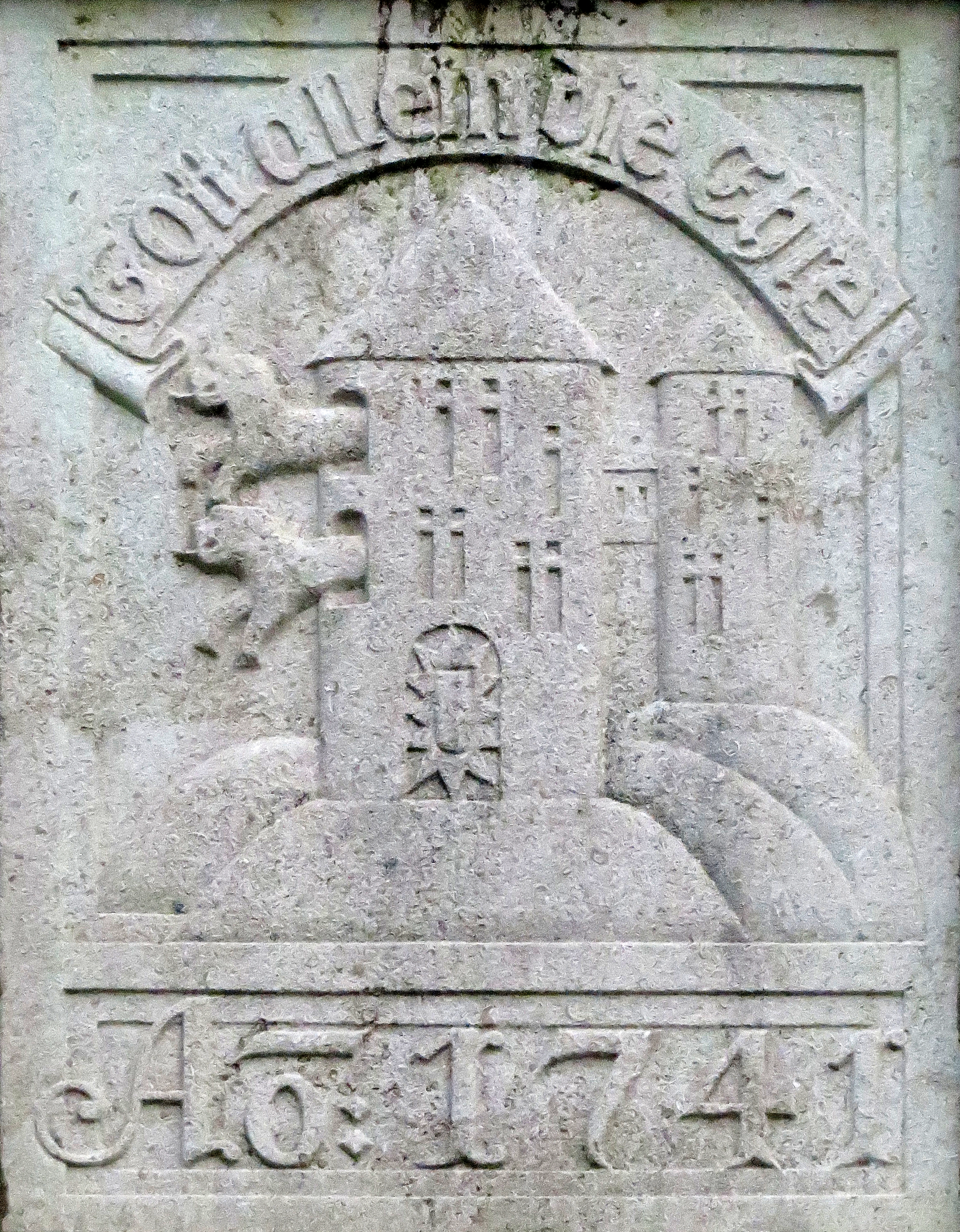
Wappen von 1741 an der Johanniskirche im Johannisviertel.
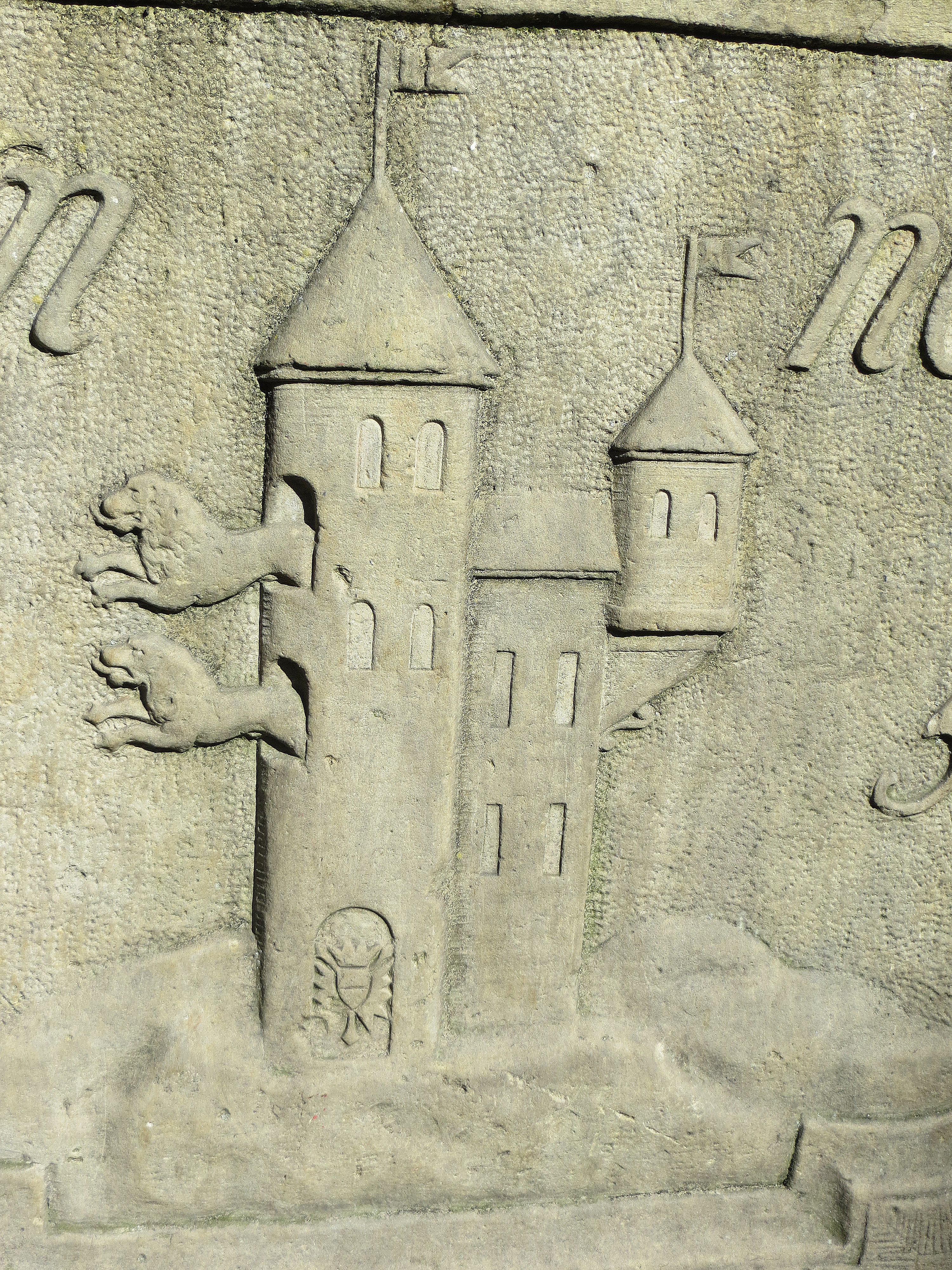
Wappen am Neptunbrunnen auf dem Nordermarkt von 1758.
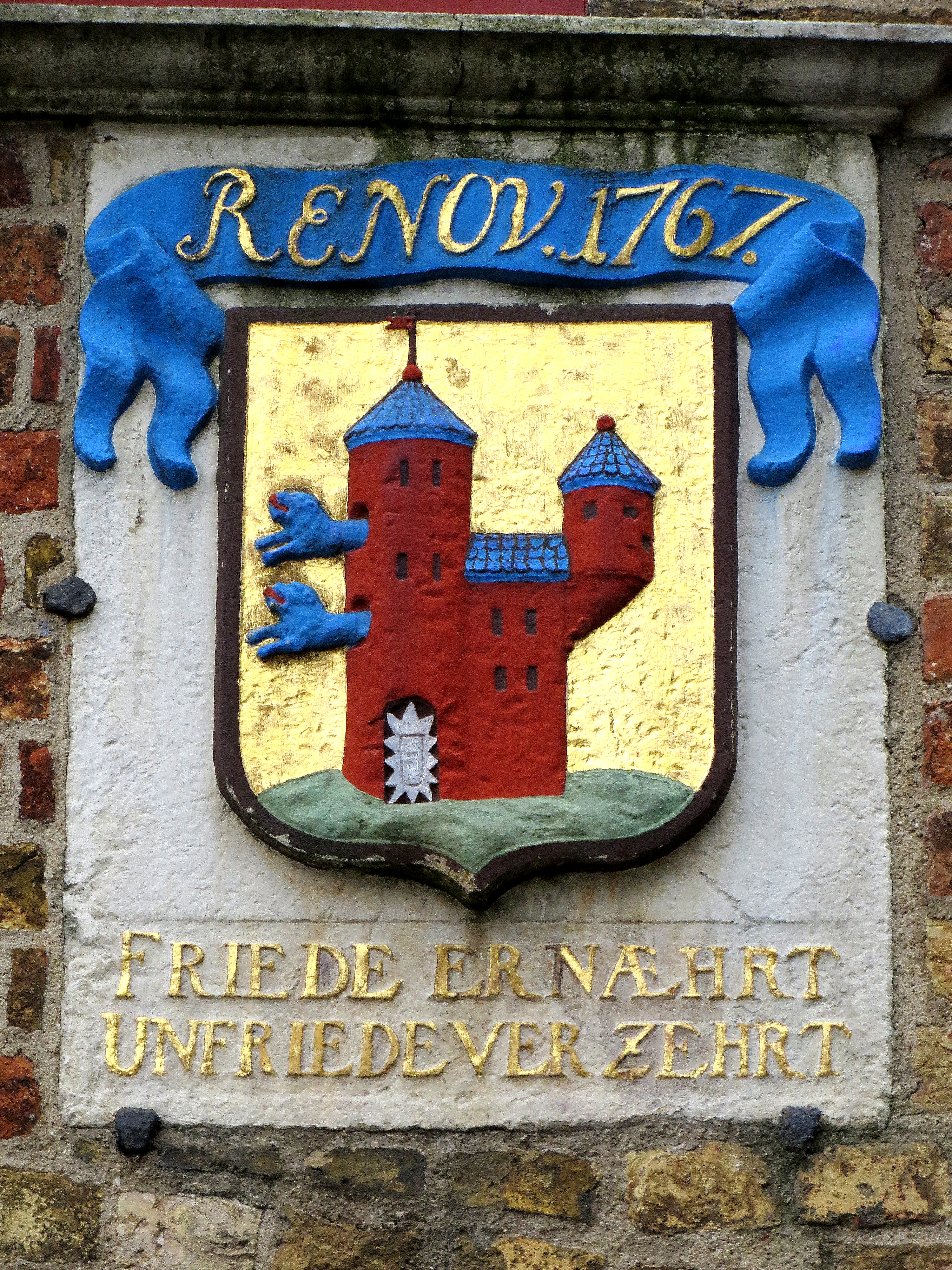
Wappentafel des Nordertors — Das Wappen der Tafel entstand im 18. Jahrhundert oder früher.
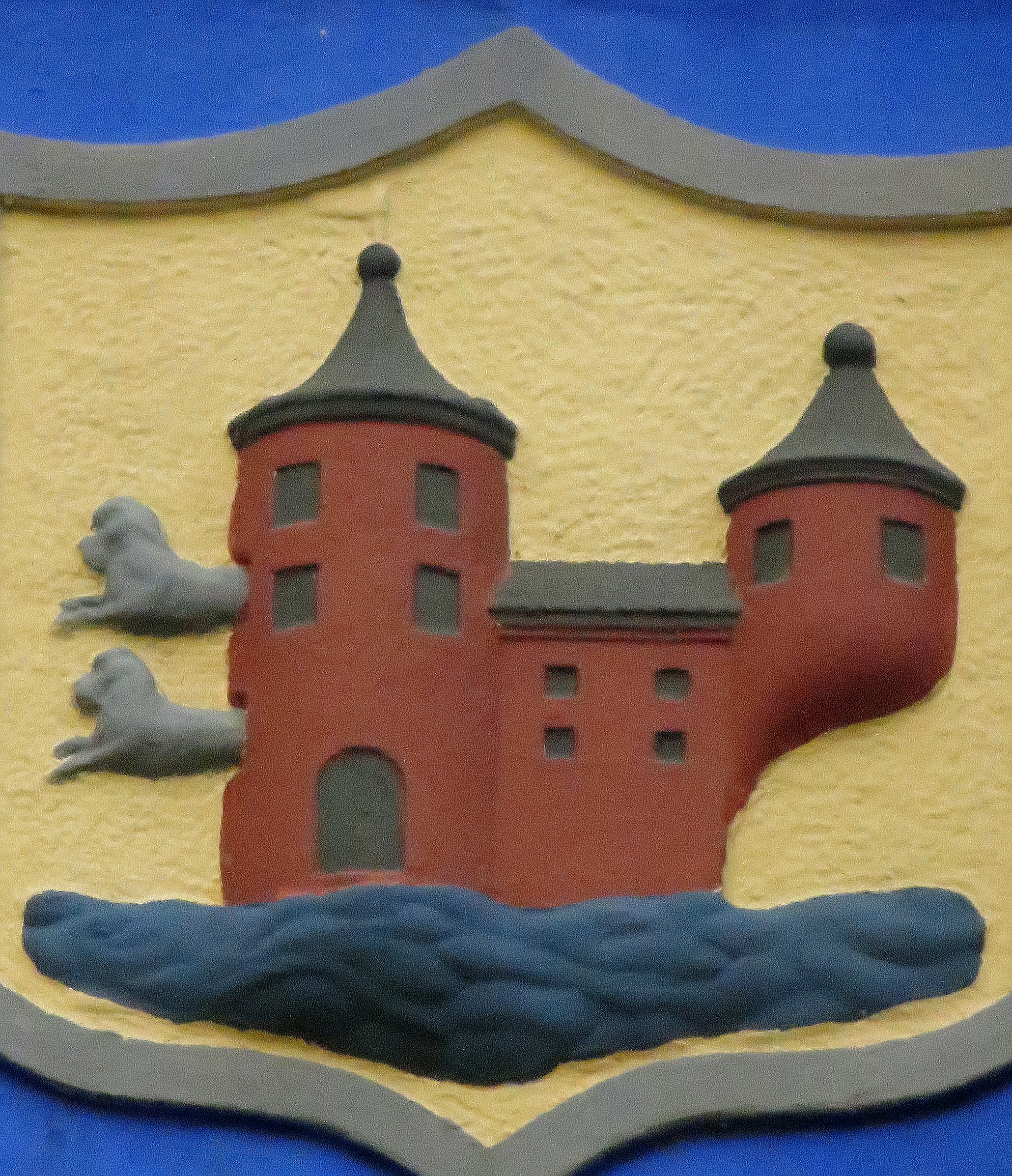
Wappen an der St. Knudsborg von 1844
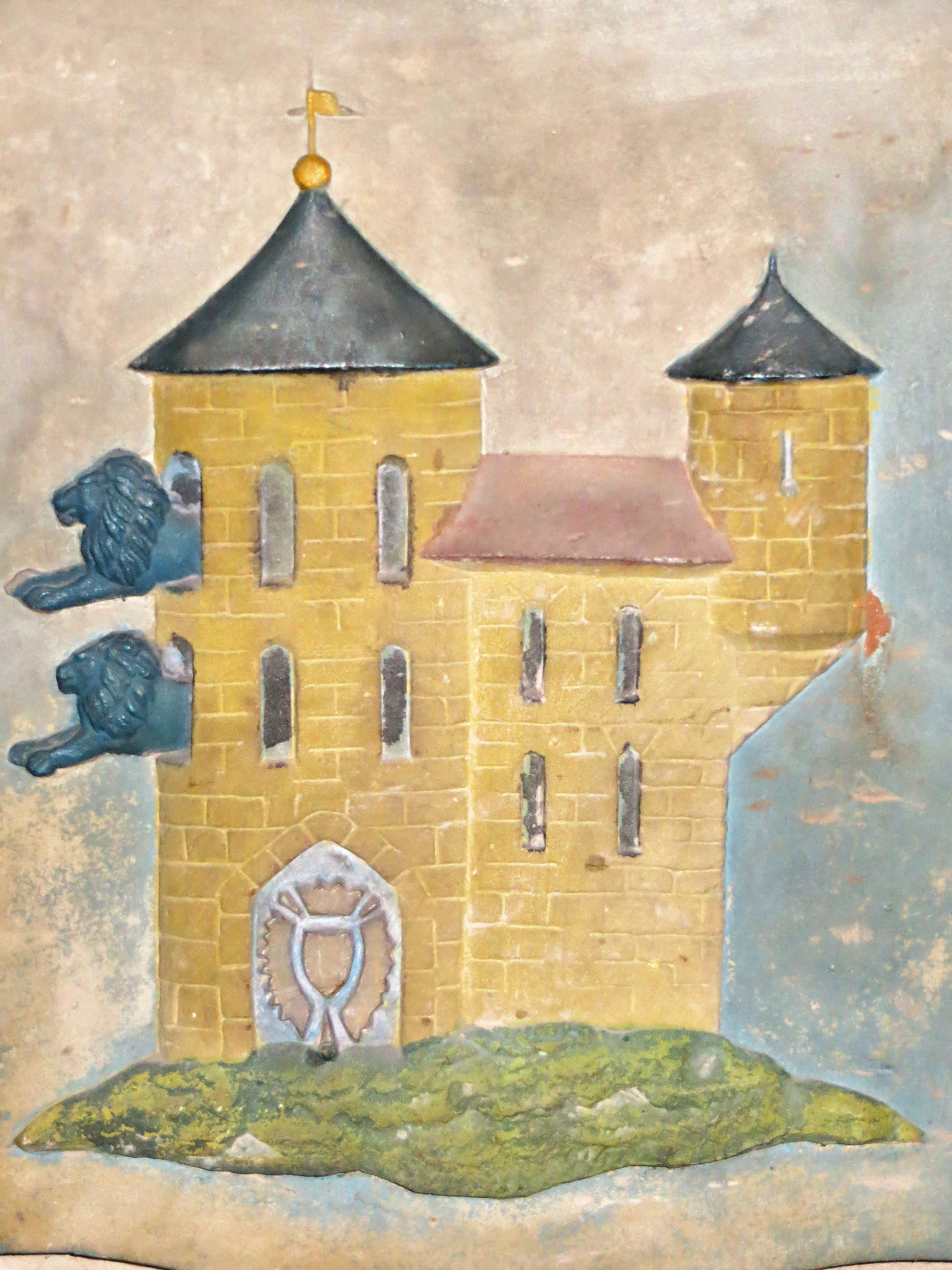
Wappen aus dem 19. Jahrhundert in der Nikolaikirche.

Vor 1900 kam das Stadtzeichen auch als eine Art Herkunftsbezeichnung bei Unternehmen auf. Dabei entstanden ebenfalls abgewandelte Varianten oder auch Logos, die ähnliche Attribute zeigten wie das Stadtwappen. So trug über Jahrzehnte der Rum des Unternehmens Hansen Rum (Hansen Präsident), bis zum Fortgang aus Flensburg, das Flensburger Stadtwappen auf den Etiketten. Das Logo der Flensburger Brauerei besteht aus einer Kogge, zwei Löwen sowie einem erhöhten, roten Burgturm.

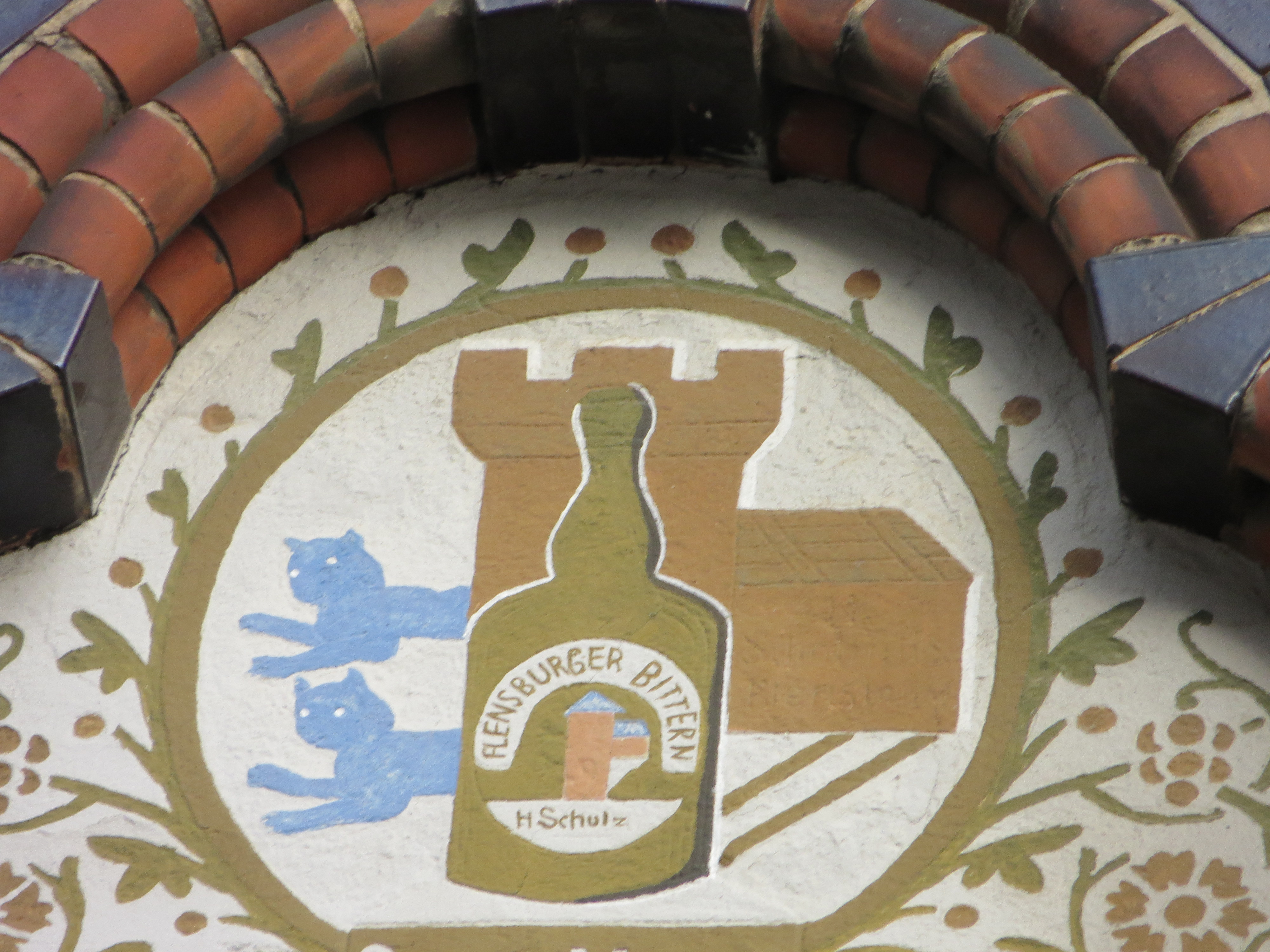
Flensburger Wappenvariation zu einer ehemaligen Spirituose aus dem 19. Jahrhundert am Haus Große Straße 36
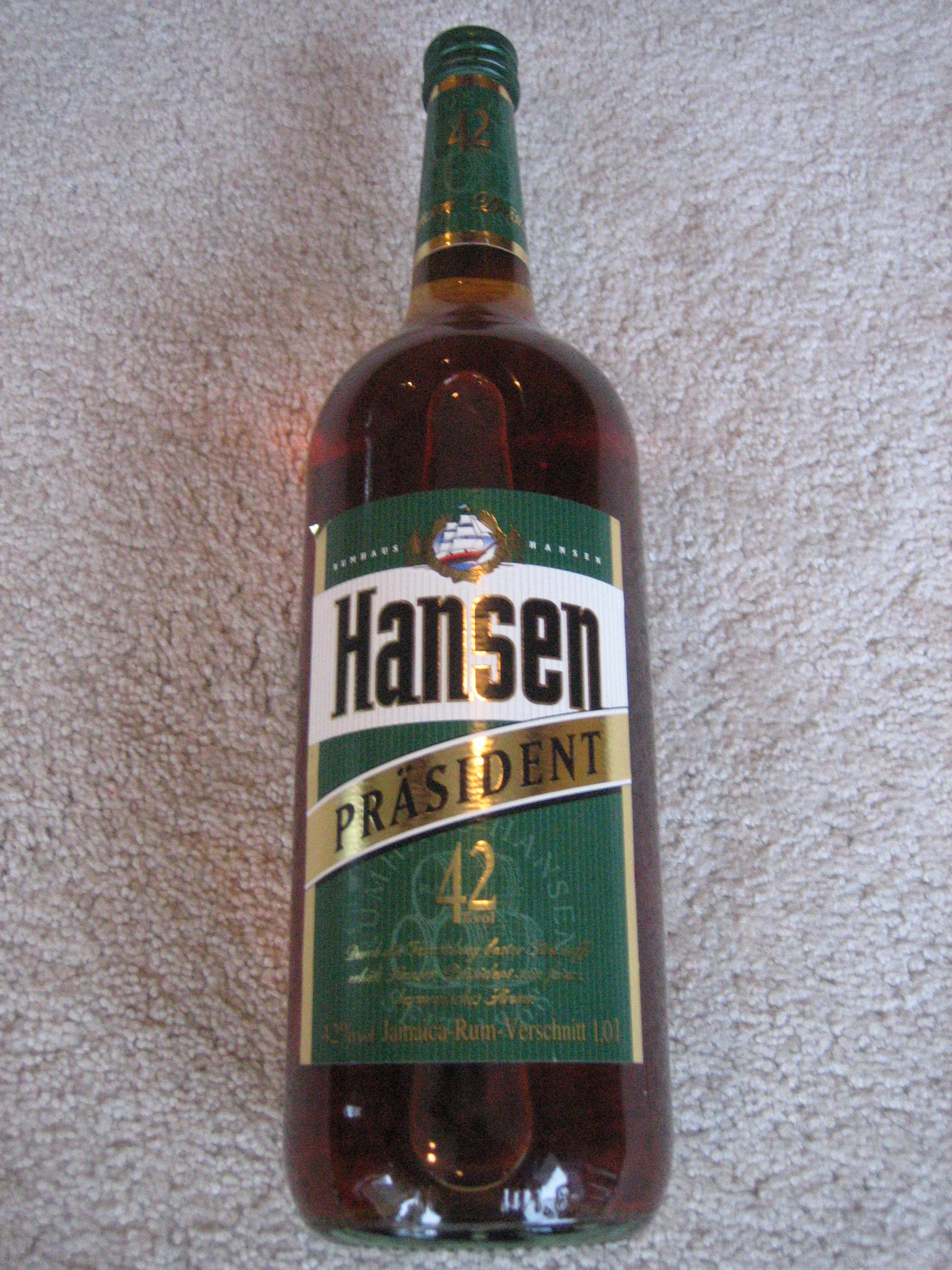
Der Hansen Präsident verlor nach dem Fortgang aus Flensburg das Stadtwappen.
Logo der Flensburger Brauerei

## Normierung
1899/1900 besann man sich auf die ursprüngliche Darstellung und legte die Darstellung des Flensburgwappens neu fest. Der unter Wilhelm II. genehmigte Entwurf des neuen Wappens stammte von Max Kirmis aus Neumünster, der Vorarbeiten leistete, sowie von dem Flensburger Künstler und Flensburger Museumsdirektor Heinrich Sauermann. Dabei wurde – wie bei jeder anderen Stadt Deutschlands – eine Mauerzinnen-Bekrönung hinzugefügt, die den Stadtstatus verdeutlichen sollte. 1937 wurde das verwirrende Element wieder entfernt. Zudem wurde das Wappen insgesamt klarer gestaltet. Die abgestuften Farben wurden entfernt und die Farbtöne festgelegt. Die Konturen wurden ebenfalls geglättet. Diese Korrektur wurde vom Flensburger Künstler Johannes Holtz durchgeführt. Die Initiative zur Korrektur und Neugestaltung ging auf Erwin Nöbbe zurück.

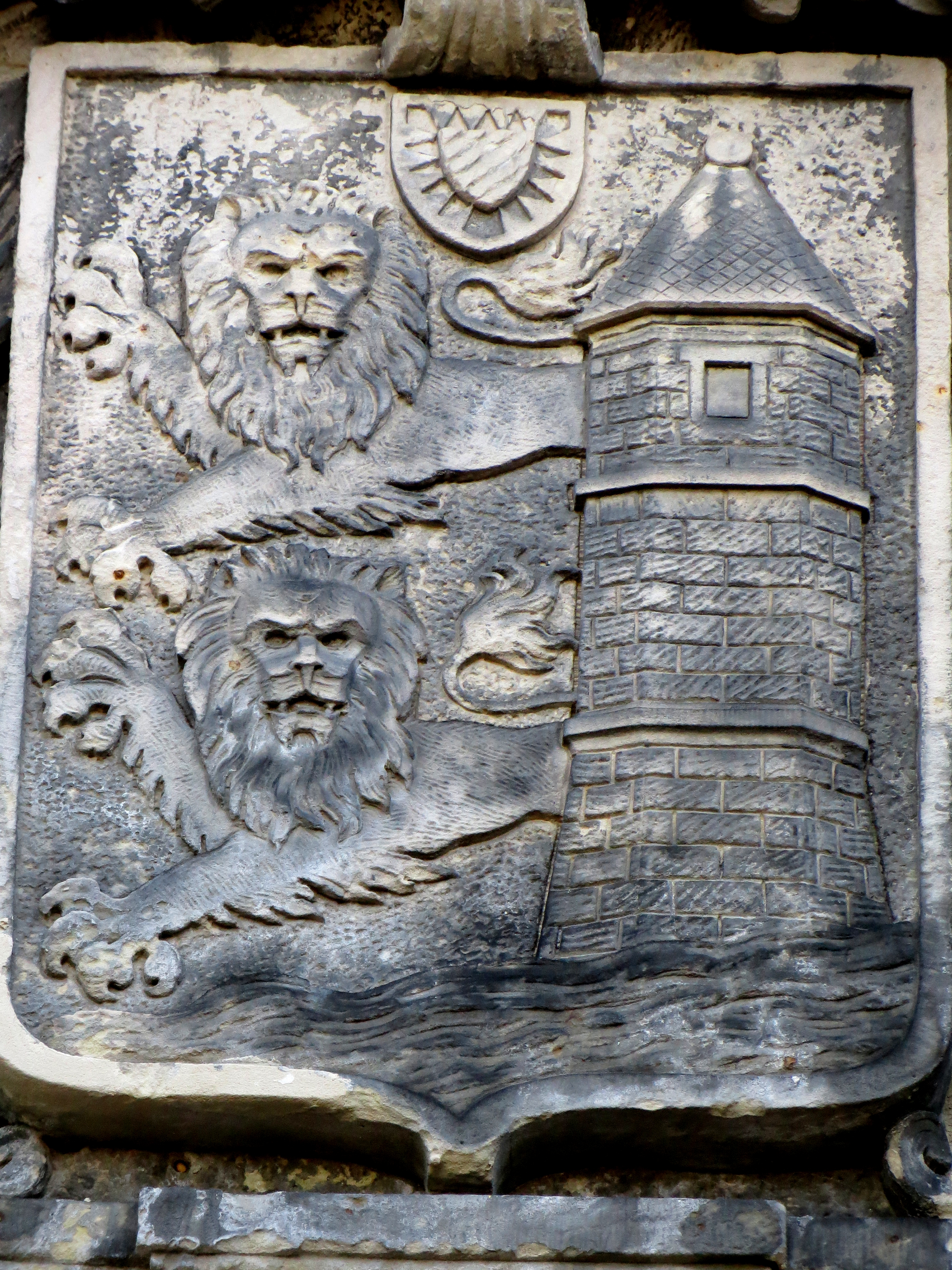
Wappen am Heinrich-Sauermann-Haus (Museumsberg Flensburg)
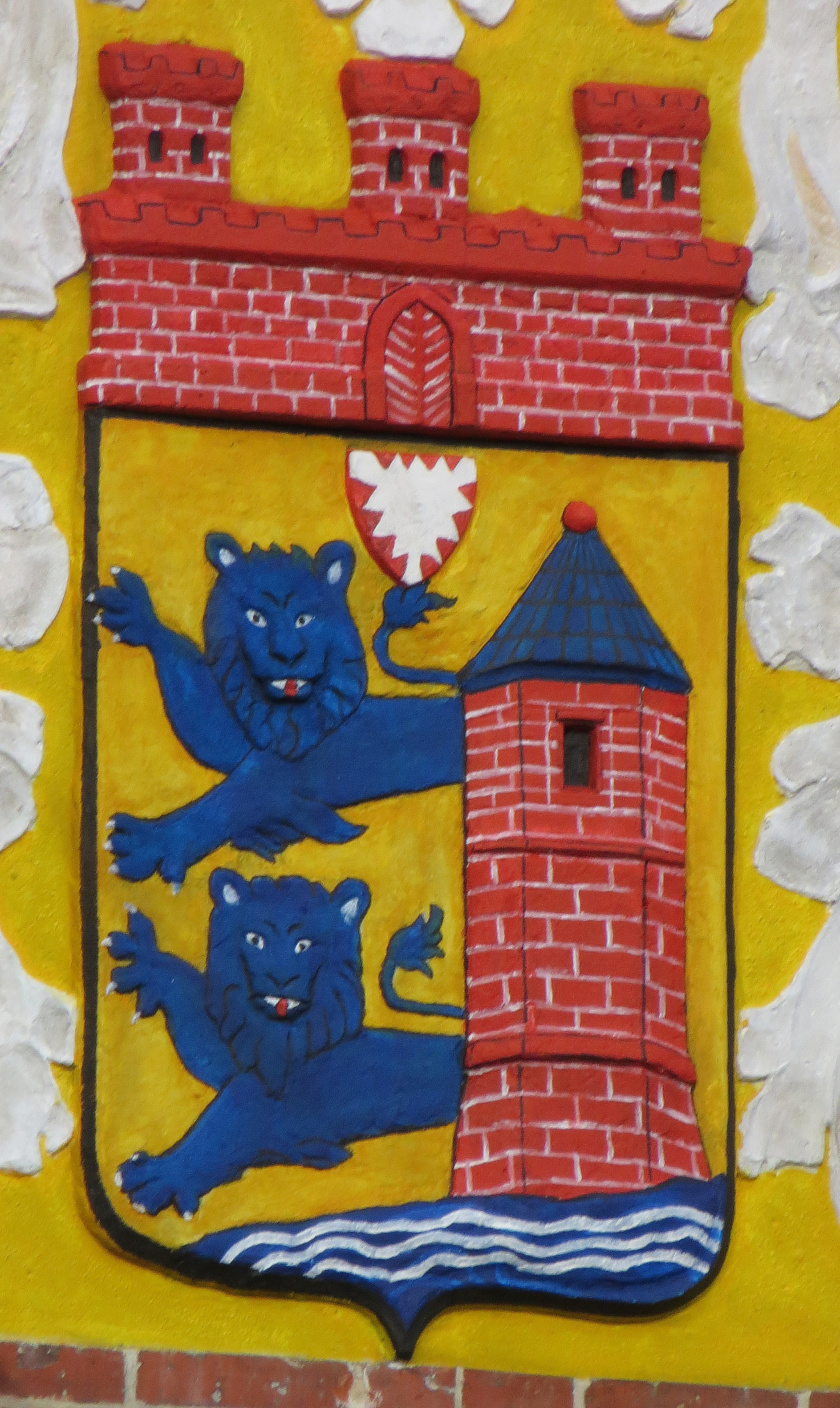
Wappen mit Mauerzinnen-Bekrönung an der Waldschule.
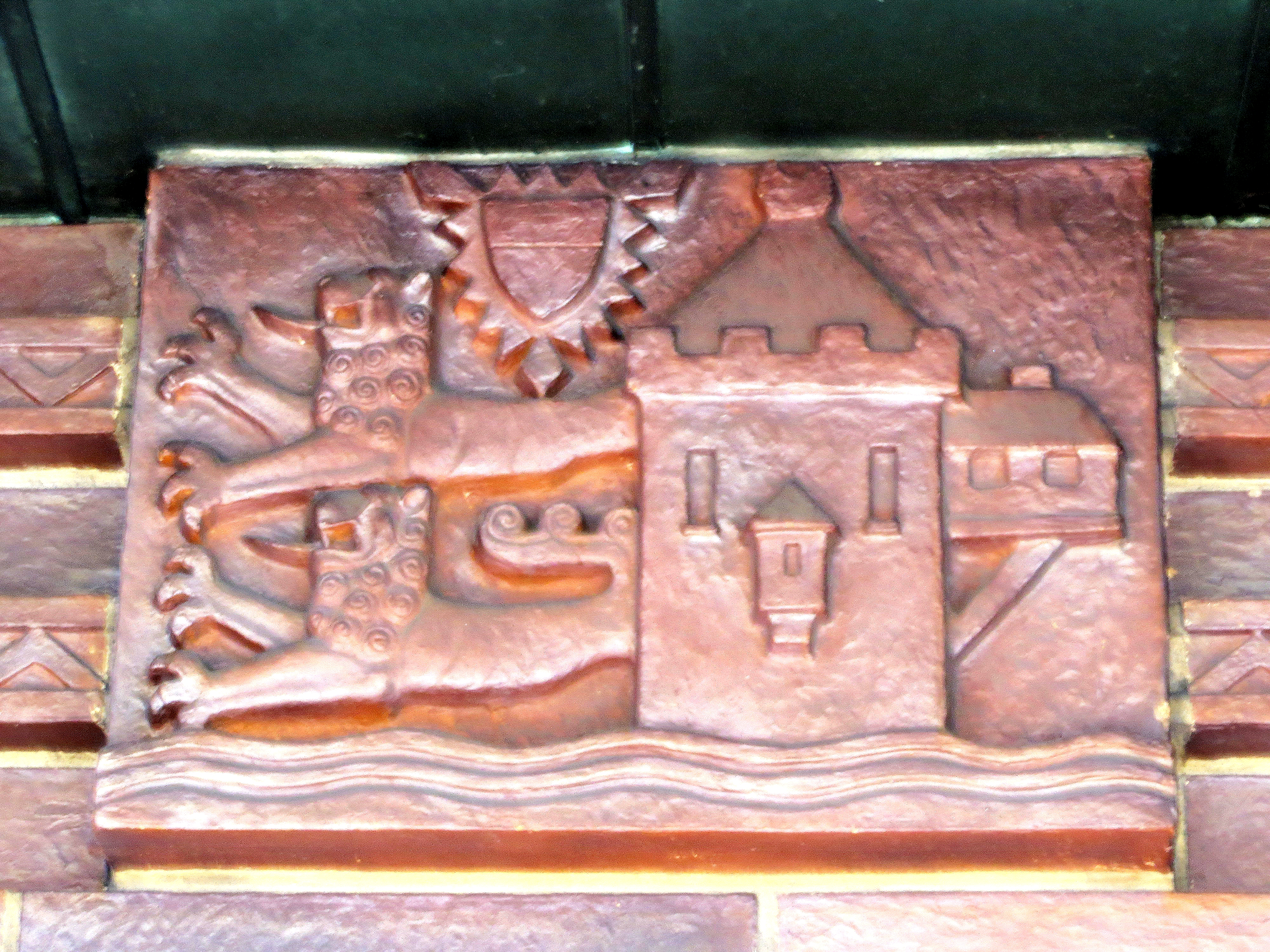
Modernes Wappen am Deutschen Haus von 1927/30 das noch einmal die Idee eines Anbaus aufgriff.
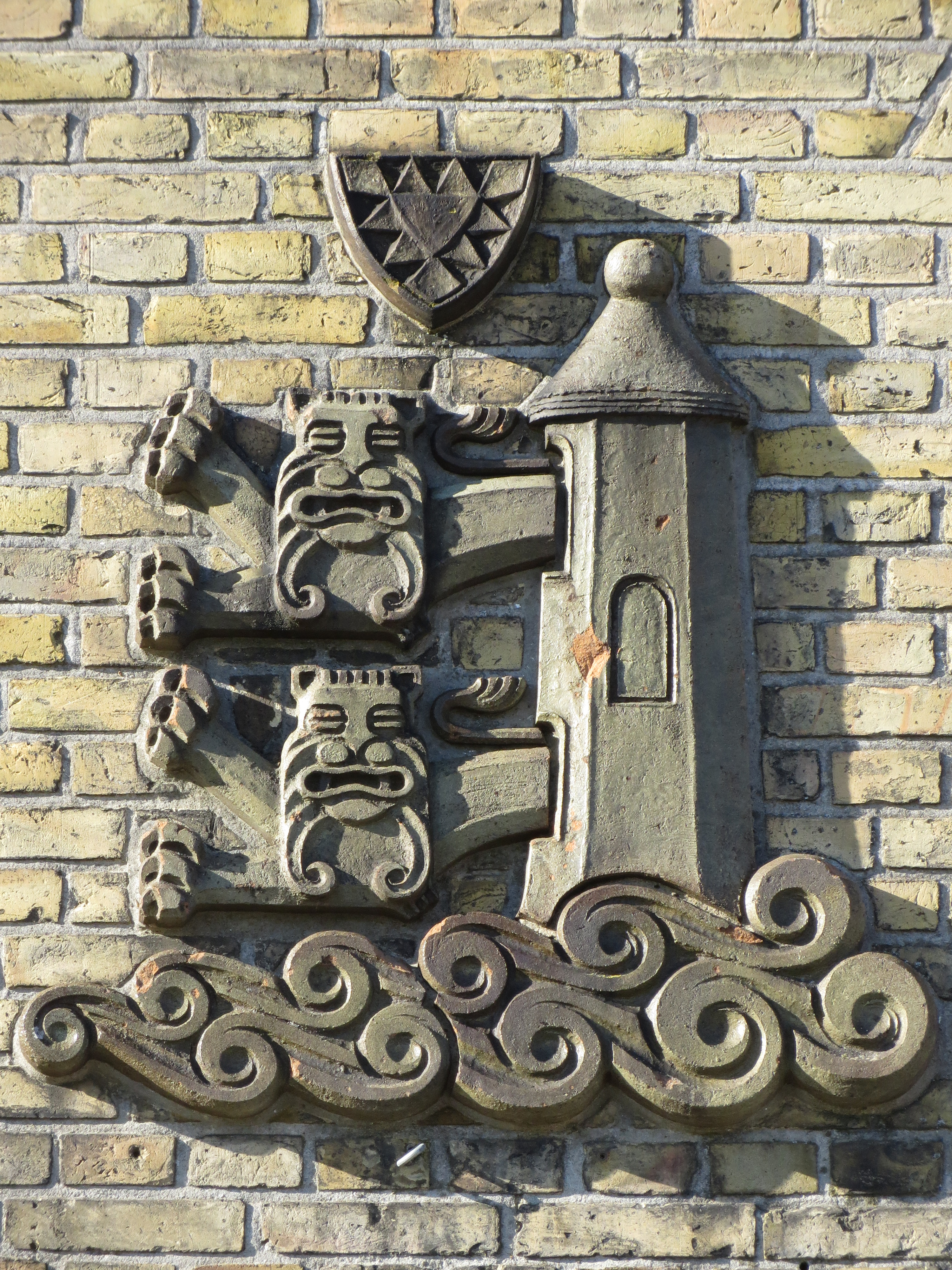
Modernes Stadtwappen an der Marktwache von 1938 auf der Exe.
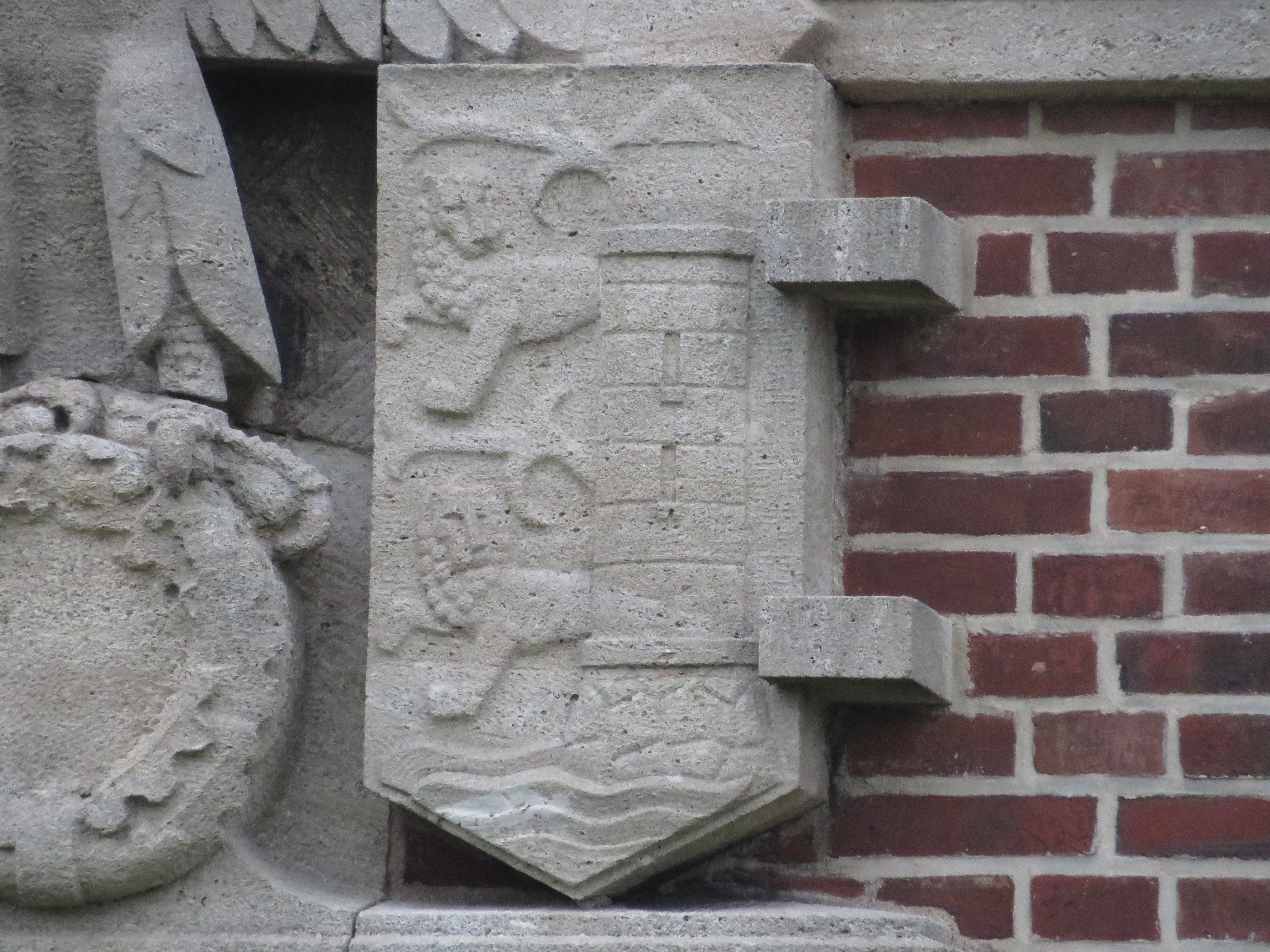
Flensburgwappen unter dem entnazifizierter Reichsadler der Sportschule in Mürwik
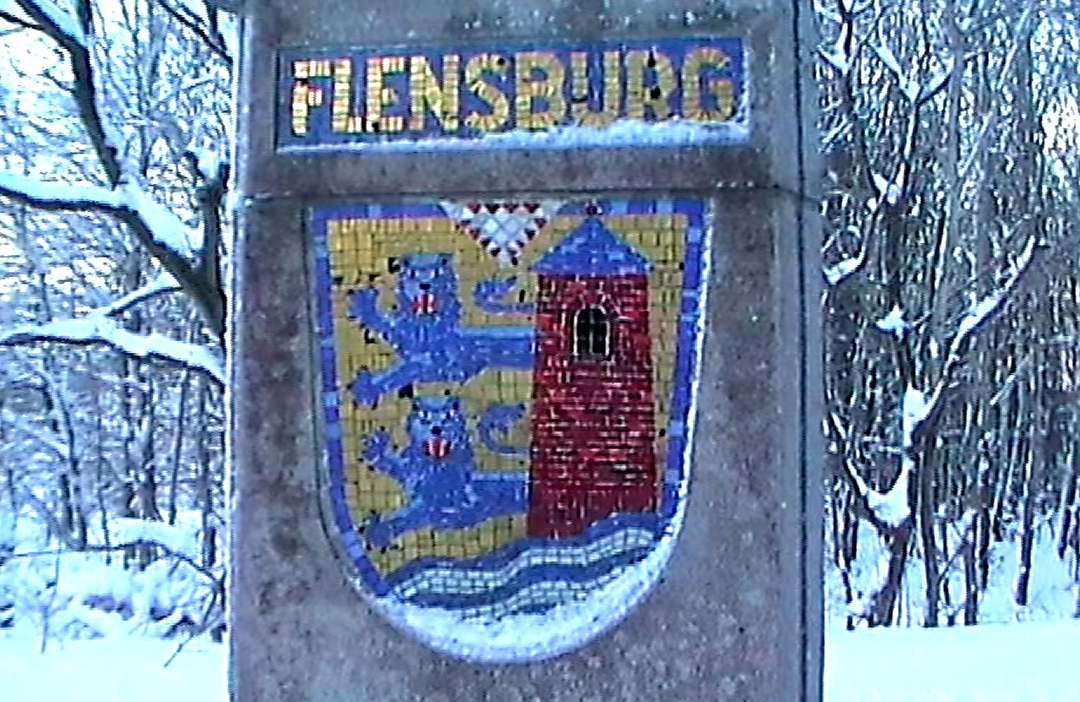
Wappen-Mosaik auf einem heutigen Grenzstein bei Mürwik

## Stadtflagge
Bis zum 20. Jahrhundert ist trotz der langen Wappentradition keine offizielle Fahne oder Flagge der Stadt bekannt. Im Jahr 1908 wurde bei der Grundsteinlegung der St.-Petri-Kirche ein Schwarz-Weiß-Foto gemacht. Auf diesem ist erstmals die Flagge Flensburgs, mit dem Stadtwappen und dem einfarbigen blauen Hintergrund erkennbar. In den 1910er Jahren kam eine Flagge auf, deren Hintergrund aus zwei gleich großen horizontalen Balken bestand, einer blau, einer gelb. 1938 kehrte man aus Gründen der heraldischen Klarheit zum blauen Flaggentuch zurück. Am 30. Juni 1938 wurde die Flagge offiziell genehmigt. Das Stadtwappen ist auf dem Flaggentuch zur Stange hin etwas verschoben. Vom Flensburger Rathaus und im offiziellen Rahmen, wird durchgehend die genehmigte Fassung gehisst. Im privaten Bereich kommt weiterhin die blau-gelbe Variante vor.

Die offizielle Stadtflagge von Flensburg.
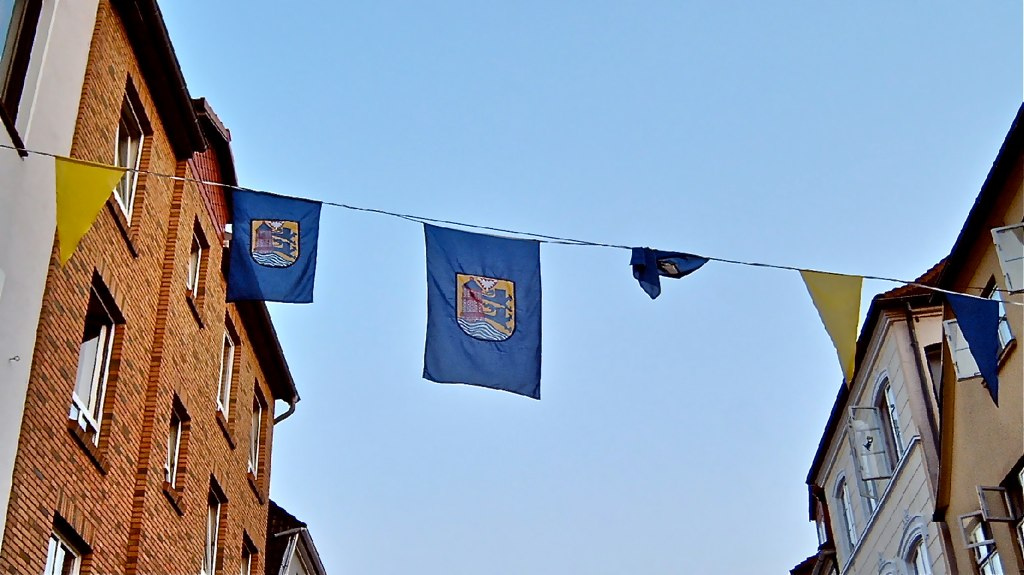
Flensburgflaggen über Norderstraße (2002)
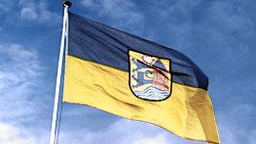
Die inoffizielle blau-gelbe Variante der Stadtflagge.
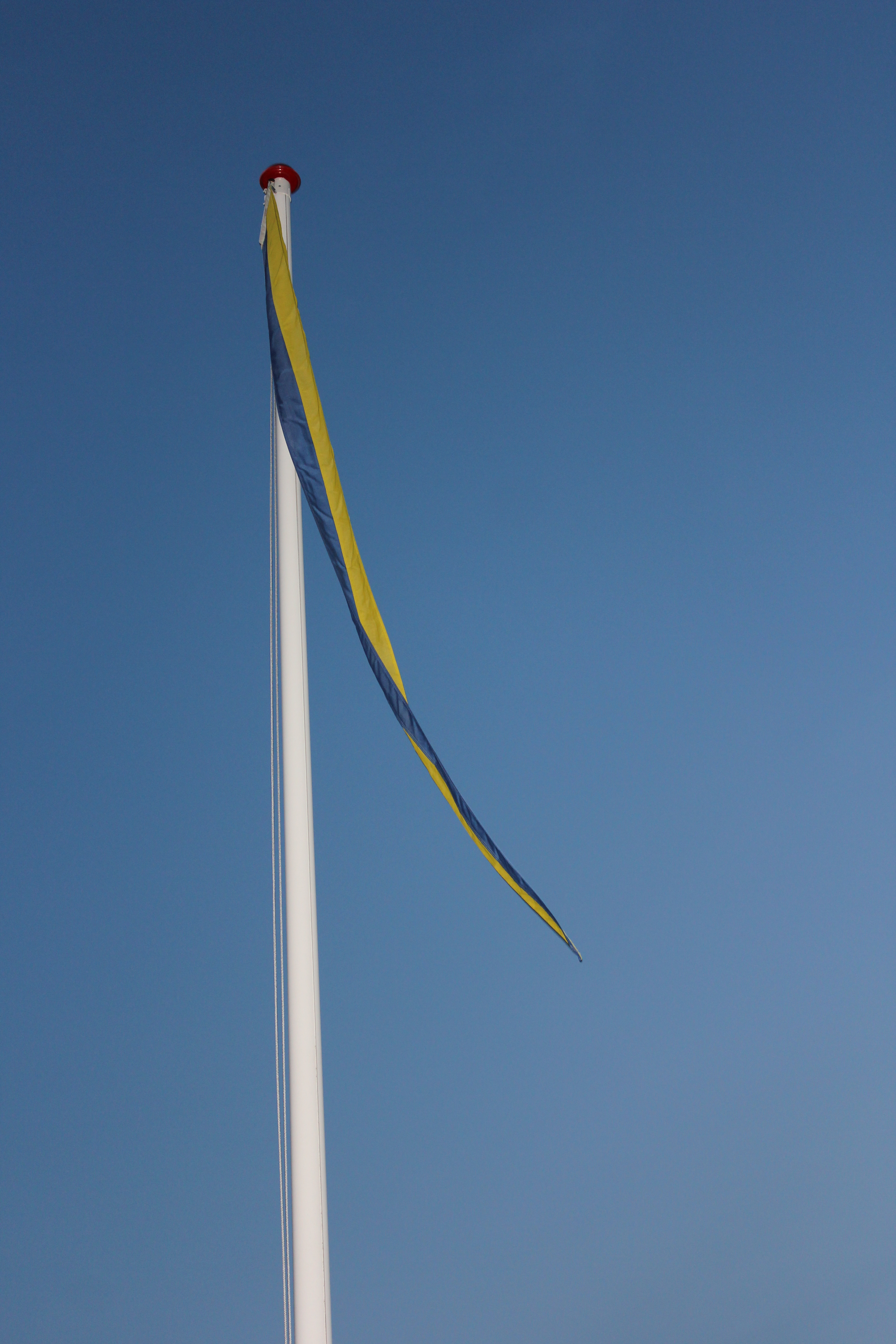
Blau-gelber Windwimpel mit den Stadtfarben.
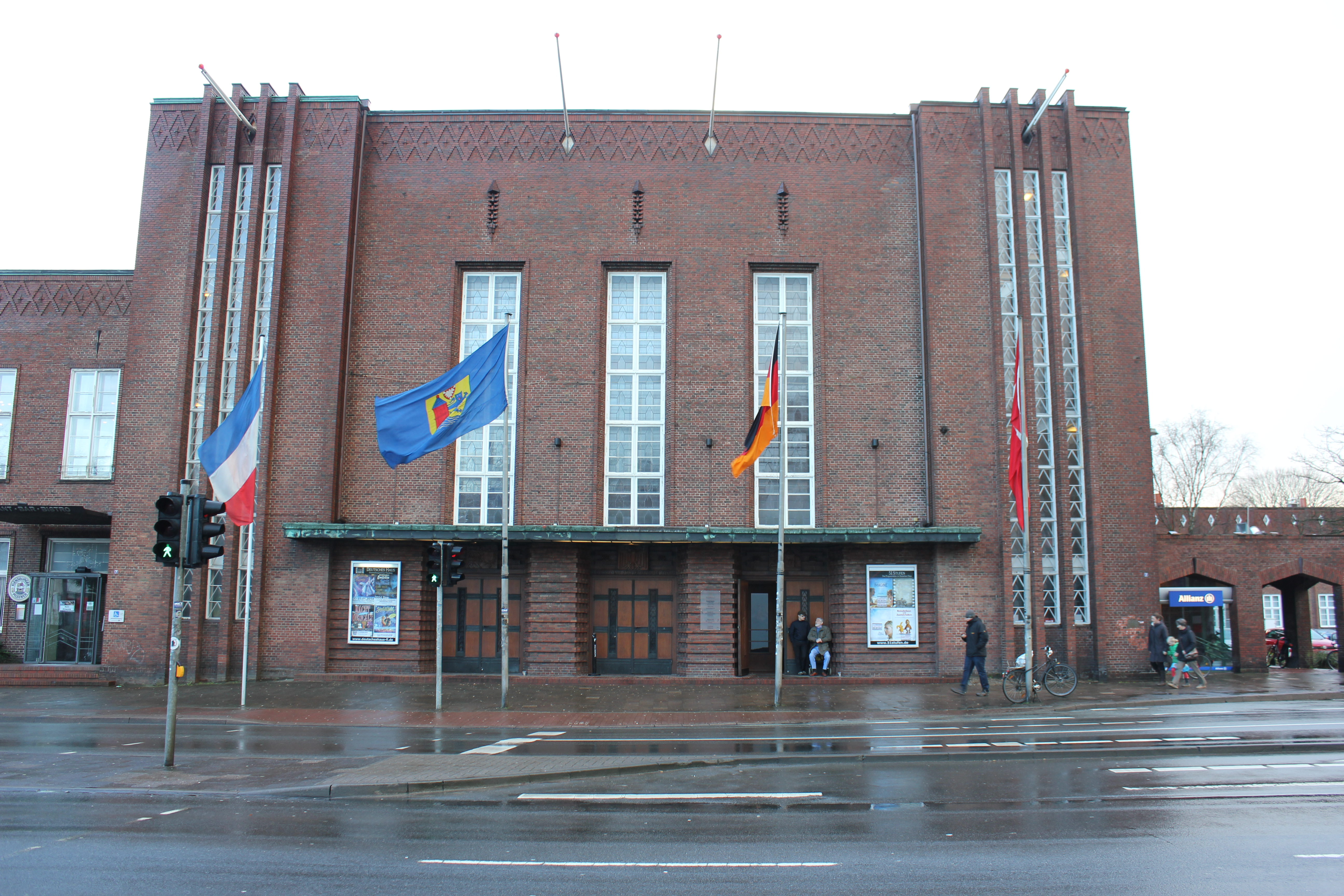
Offizielle der Beflaggung der Stadt mit der Flensburgflagge beim Neujahrsempfang im Deutschen Haus (2014).

Im Jahr 1984 entstand eine spezielle Stadtfestwappen-Variante, mit zwei fröhlich lachenden Löwen. Der Oberste mit einer kleinen Fahne in der Hand, auf dem die Zahl „1984“ zu finden ist, und der Unterste mit einem Strauß Blumen. Unter dem Stadtwappenturm befinden sich hoch spritzende Wellen. Gleichzeitig mit diesem Stadtfestwappen entstand auch eine „Stadtfestfahne“, die sich stark verbreitete. Ihr Hintergrund war blau-gelb und in ihrer Mitte befindet sich das festliche Flensburger Stadtwappen.

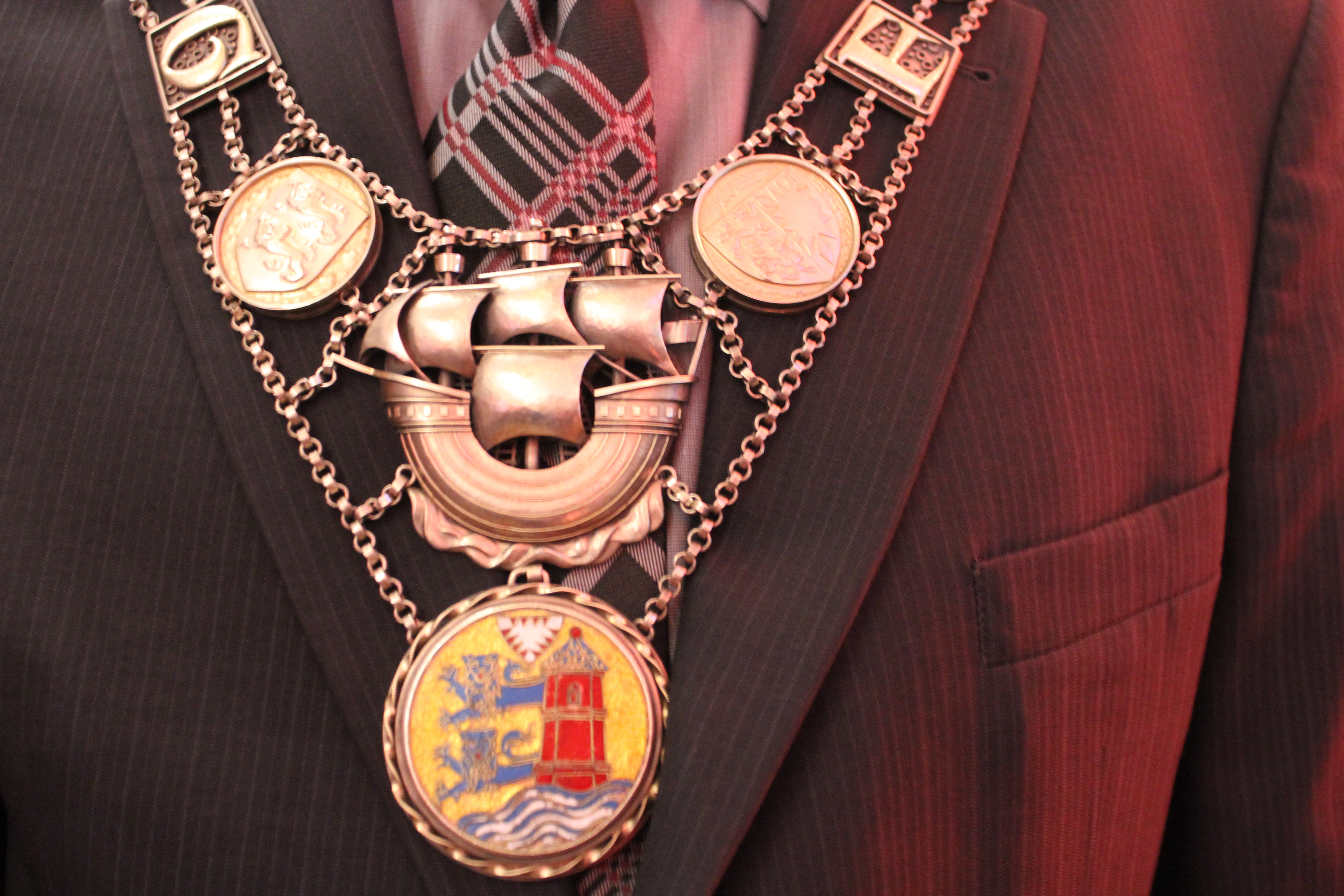
Die Amtskette des Oberbürgermeisters von Flensburg.

## Heutige Form und Verwendung

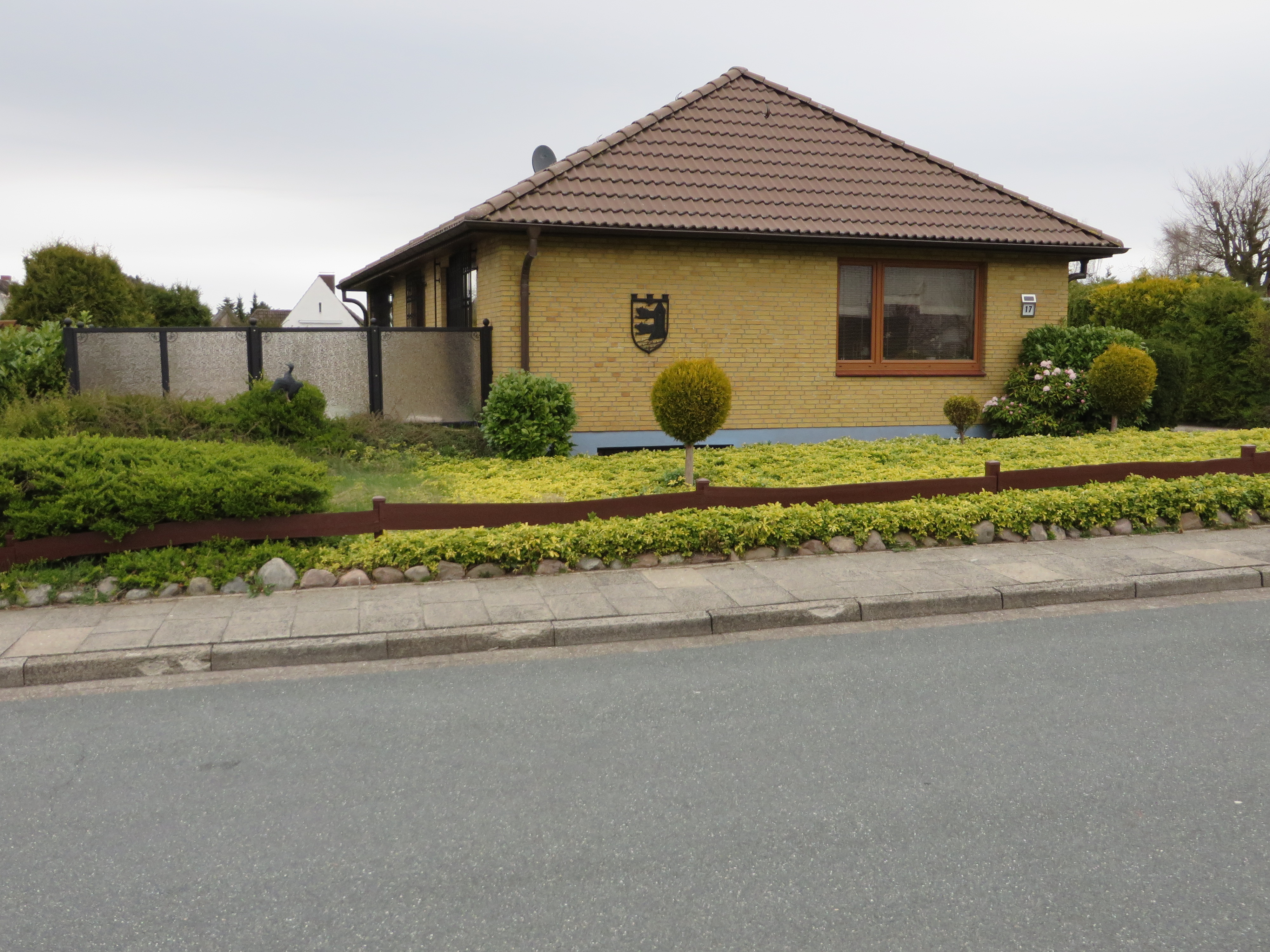
Einfamilienhaus mit dem Stadtwappen zur Straße hin (links vom Fenster) im Stadtteil Mürwik bei St. Ansgar (Foto 2014)

Das heutige Dienstsiegel der Stadt zeigt seit 1937 die damals korrigierte Form des Wappens, mit dem Schriftzug „Stadt Flensburg“ darunter. 1896 wurde erstmals eine Amtskette für den Oberbürgermeister der Stadt angefertigt. Während des Ersten Weltkrieges wurde im Rahmen der damaligen Edelmetallsammlungen die Goldkette der Reichsbank gespendet. Gleichzeitig wurde eine Eisenkette als Ersatz gefertigt. 1938 wurde die Kette durch eine neue Goldkette ersetzt. An ihrem Ende hängt das Stadtwappen von Flensburg. Das damals zur linken eingefügte Hakenkreuz-Medaillon wurde nach dem Zweiten Weltkrieg (1946/47) durch ein zweites Medaillon mit dem Stadtwappen ausgetauscht.
An heutigen Stadthäusern wird, im Gegensatz zu älteren Häusern, eher selten ein Stadtwappen angebracht. Die Flensburgfahne wird wesentlich häufiger geflaggt. Deren blau-gelbe Variante findet durch das Unternehmen Fahnen-Fischer am Flensburger Hafen weiterhin Verbreitung.
Immer mal wieder wird die Errichtung eines Turms nach dem Vorbild des Stadtwappens diskutiert. Zuletzt wurde im Mai 2016 die Errichtung eines solchen Stadtwappenturms auf der kleinen Halbinsel Harniskaispitze (Lage) in Kombination mit einem möglichen Campingplatz vorgeschlagen. Die Stadt Flensburg verwendet bei amtlichen Schreiben heute vermehrt ein Flensburg-Logo, das aus dem Schriftzug „Flensburg“ besteht und dessen Buchstabe „F“ mit einer roten Fahne geschmückt ist und dessen Buchstabe „G“ eher die Form des Buchstaben „C“ hat an dem drei spitze Wellen sich anschließen.